# Президент Финляндии
Президент Финляндии является главой государства. Пост президента Финляндии учреждён в 1919 году. 
С 1 марта 2024 года пост занимает Александр Стубб, победивший на президентских выборах 2024 года.

## Правила избрания
Правила избрания определены Конституцией Финляндии, вступившей в силу 1 марта 2000 года.
Президент республики Финляндия избирается прямым всенародным голосованием. При нормальном ходе событий президентские выборы проходят раз в 6 лет. В случае невозможности исполнения обязанностей действующим президентом новый избирается в кратчайшие возможные сроки.
Президентом может стать только уроженец Финляндии. Один и тот же человек может быть избран президентом не более чем на два последовательных срока.
Кандидата в президенты может выдвинуть политическая партия, получившая хотя бы одно место в парламенте на предыдущих выборах, либо группа избирателей числом не менее 20 000 человек.
Если выдвинут только один кандидат, то он становится президентом без проведения голосования. В противном случае первый тур голосования проходит в год выборов в третье воскресенье января. Если один из кандидатов набирает более половины голосов, то он становится президентом. В противном случае через 3 недели назначается второй тур голосования, в котором участвуют два кандидата, набравшие наибольшее число голосов в первом туре. Кандидат, набравший наибольшее число голосов во втором туре, побеждает. В случае равенства голосов результаты выборов определяются жребием.
Новый президент вступает в должность в первый день месяца, следующего за выборами (1 февраля или 1 марта), произнеся в 12:00 торжественную речь перед парламентом. После этого (около 12:20) начинаются полномочия нового президента и заканчиваются полномочия предыдущего.

## Присяга
Текст присяги закреплён статьёй 56 Конституции Финляндии.

Я, (имя), которого народ избрал Президентом Республики Финляндия, заявляю, что при исполнении обязанностей Президента буду честно и точно соблюдать Конституцию Республики и законы, а также прилагать все свои силы на благо народа Финляндии.
Оригинальный текст (фин.)Minä N.N., jonka Suomen kansa on valinnut Suomen tasavallan presidentiksi, vakuutan, että minä presidentintoimessani vilpittömästi ja uskollisesti noudatan tasavallan valtiosääntöä ja lakeja sekä kaikin voimin edistän Suomen kansan menestystä

## Список президентов Финляндии
Национальная прогрессивная партия
 Крестьянский союз
 Национальная коалиция
 Финляндский центр
 Социал-демократическая партия Финляндии
| №  | Фотография | Президент                                 | Срок полномочий                  | Длительность правления | Партия                                  |
| -- | ---------- | ----------------------------------------- | -------------------------------- | ---------------------- | --------------------------------------- |
| 1  |            | Стольберг, Каарло Юхо (1865—1952)         | 25 июля 1919 — 2 марта 1925      | 2048 дней              | Национальная прогрессивная партия       |
| 2  |            | Реландер, Лаури Кристиан (1883—1942)      | 2 марта 1925 — 2 марта 1931      | 2191 день              | Крестьянский союз                       |
| 3  |            | Свинхувуд, Пер Эвинд (1861—1944)          | 2 марта 1931 — 1 марта 1937      | 2191 день              | Национальная коалиция                   |
| 4  |            | Каллио, Кюёсти (1873—1940)                | 1 марта 1937 — 19 декабря 1940   | 1390 дней              | Крестьянский союз                       |
| 5  |            | Рюти, Ристо (1889—1956)                   | 19 декабря 1940 — 1 августа 1944 | 1321 день              | Национальная прогрессивная партия       |
| 6  |            | Маннергейм, Карл Густав Эмиль (1867—1951) | 4 августа 1944 — 4 марта 1946    | 578 дней               | беспартийный                            |
| 7  |            | Паасикиви, Юхо Кусти (1870—1956)          | 11 марта 1946 — 1 марта 1956     | 3633 дня               | Национальная коалиция                   |
| 8  |            | Кекконен, Урхо Калева (1900—1986)         | 1 марта 1956 — 27 января 1982    | 9464 дня               | Финляндский центр                       |
| 9  |            | Койвисто, Мауно Хенрик (1923—2017)        | 27 января 1982 — 1 марта 1994    | 4417 дней              | Социал-демократическая партия Финляндии |
| 10 |            | Ахтисаари, Мартти (1937—2023)             | 1 марта 1994 — 1 марта 2000      | 2192 дня               | Социал-демократическая партия Финляндии |
| 11 |            | Халонен, Тарья (род. 1943)                | 1 марта 2000 — 1 марта 2012      | 4383 дня               | Социал-демократическая партия Финляндии |
| 12 |            | Ниинистё, Саули (род. 1948)               | 1 марта 2012 — 1 марта 2024      | 4383 дня               | Национальная коалиция                   |
| 13 |            | Стубб, Александр (род. 1968)              | 1 марта 2024 — н. в.             | 1 год 137 дней         | Национальная коалиция                   |

## История
Титул президента Финляндии был учреждён Конституционным Актом 1919 года, утверждённым регентом Маннергеймом 17 июля 1919 года.
Первый президент был избран в 1919 году парламентом. С 1925 по 1982 годы проходили непрямые выборы президента коллегией выборщиков, которая избиралась населением страны. В 1988 году президентские выборы проходили по смешанной схеме: если ни один из кандидатов не набирал 50 % + 1 голос на прямых выборах, то президента избирала коллегия выборщиков. Начиная с 1994 года проводятся прямые президентские выборы.
Имели место несколько исключений: в 1940 и 1943 годах президент избирался коллегией выборщиков 1937 года, поскольку Финляндия находилась в состоянии войны; в 1946 году, после отставки Маннергейма, а также в 1973 году президент избирался парламентом.
Кроме того, в первые годы независимости Финляндией управляли два регента и выборный монарх. 18 мая 1918 года парламент Финляндии дал своё согласие на назначение регентом спикера сената Пера Эвинда Свинхувуда. 12 декабря того же года парламент принял его отставку и утвердил новым регентом Карла Маннергейма. 9 октября 1918 года парламент избрал на трон Финляндии Фридриха Карла Гессен-Кассельского (Fredrik Kaarle в финской транскрипции), который отрекся от трона 14 декабря того же года, после падения Германской империи, так и не прибыв в страну. Популярный журналист Олли предложил дать монарху имя Вяйнё I (фин. Väinö I)
В период президентства Мауно Койвисто сложилась традиция комплексного медицинского обследования нового президента с официальным заключением консилиума врачей о состоянии его здоровья.

## Резиденция
У президента Финляндии имеется три официальных резиденции: президентский дворец и Мянтюниеми (в Хельсинки), а также летняя резиденция — Култаранта (близ Наантали).

## Смета содержания
С 2012 года заработная плата президента составляет 160 тысяч евро в год (по 18 евро в час, за круглосуточное несение своих обязанностей). Также президент получает в своё распоряжение около 200 тысяч евро на организацию встреч и других представительских нужд, которые планируются им самостоятельно (на государственные визиты по Финляндии и за рубежом, а также прочие встречи в 2012 году было выделено 2,9 млн евро; общая смета на 2012 год составила 19 млн евро (в 2011 — 21,8 млн евро)).